# Jurassic Fight Club
Jurassic Fight Club est une série documentaire de paléontologie comprenant douze épisodes d'environ 45 minutes créée par Kreg Lauterbach et George Blasing et produite par History Channel à partir de juillet 2008.
Il est un des documentaires les plus médiatisés après sa sortie et est réputé pour être un très bon divertissement mais aussi un étrange documentaire. Il est aujourd'hui considéré comme "admis" pour les admirateurs de paléontologie. Il fut très critiqué lors de ses nombreuses diffusions pour de nombreux points à commencer par son titre comprenant "Jurassic" alors que les épisodes traitent d'animaux du Crétacé voir du Cénozoïque et profitant du succès du film Jurassic Park ainsi que son accumulation de recyclage d'animations, limitées durant tous les épisodes. Le fait que les dinosaures soient parfois incorrects scientifiquement et présentés comme des monstres de films est aussi à l'origine de controverses. Il a toutefois été loué par un autre public cinéaste, pour mettre en avant à l'écran certaines espèces peu connues du grand public ainsi que son contenu d'enquête policière divertissant peu commun et très audacieux.
Similaire à Animal face off.
Médiatisation populaire
Peu connu au départ, le bouche à oreille était tel que le documentaire est aujourd'hui devenu culte comme Sur la Terre des Dinosaures de la BBC, avec une moindre réputation. Grâce à Internet et à l'arrivée de documentaires considérés comme mauvais comme "Monster Ressurected" sorti un an plus tard, il est placé sur un piédestal.

## Résumé
Des scientifiques étudient les luttes à mort entre des créatures préhistoriques quand celles-ci peuplaient encore la Terre et les océans. Chaque épisode raconte à la manière d'une analyse médico-légale les batailles qui ont pu avoir lieu entre ces géants préhistoriques. Racontant avec des reconstitutions CGI à la fin des épisodes les événements probables après avoir rassemblé le maximum d'éléments.

## Animaux apparaissant dans les épisodes
- Majungasaurus  (Appelé Majungatholus)
- Tyrannosaurus
- Nanotyrannus
- Deinonychus
- Tenontosaurus
- Allosaurus
- Ceratosaurus
- Camarasaurus
- Stegosaurus
- Lion américain (Appelé Lion des cavernes)
- Arctodus simus  (Appelé Ours à face courte)
- Gastonia
- Megalodon
- Brygmophyseter
- Utahraptor
- Pachyrhinosaurus
- Albertosaurus
- Edmontosaurus
- Dromaeosaurus

## Résumé des épisodes
- Épisode 1 : Le dinosaure cannibale

Dinosaures de l'épisode : Majungasaurus
Un Majungasaurus mâle est à la recherche d'un repas lorsqu'il tombe sur une femelle Majungasaurus. Le mâle entame une danse nuptiale pour tenter de la séduire, mais la femelle le repousse agressivement. Etonné, le mâle s'aperçoit que la femelle a déjà un petit et essaye de le tuer afin de pouvoir se reproduire avec elle. Ils se battent violemment jusqu'à ce que la femelle glisse sur une branche et tombe. Le mâle en profite pour se saisir du bébé et le tue. La femelle se redresse et charge le mâle en lui mordant la nuque, lui sectionnant la moelle épinière et le paralysant. La femelle trouve son bébé mort et le considère à présent comme de la nourriture. Puis elle commence à dévorer le mâle encore vivant mais paralysé.
- Épisode 2 : Les chasseurs de T-Rex

Dinosaures de l'épisode : Nanotyrannus / Tyrannosaurus
Un couple de Tyrannosaurus-rex part à la chasse en laissant leurs deux enfants seuls. Les sécrétions qu'ils ont répandu autour de leur "nid" dissuadent les prédateurs de rentrer sur leur territoire, mais pas un Nanotyrannus, un cousin nain du T-rex, qui, étant plus petit, s'attaque à leurs progénitures pour éliminer la concurrence carnivore et ainsi agrandir son territoire. Ayant réussi à tuer un des jeunes T-rex, il commence à s'attaquer au second, mais alerté par les cris du jeune, la mère T-rex vient à leur secours. Après un bref affrontement, le Nanotyrannus est tué et afin d'envoyer un message aux autres éventuels prédateurs, la femelle T-rex lacère son corps avec ses pattes arrières.
- Épisode 3 : La guerre des gangs

Dinosaures de l'épisode : Deinonychus / Tenontosaurus
Un troupeau de Tenontosaurus en migration est suivi par une bande de Deinonychus. Après avoir repéré le membre le plus faible ils lancent une première attaque afin de disperser le troupeau pour l'isoler. Le Tenontosaurus isolé subit plusieurs assauts et parvient grâce à sa masse imposante et sa lourde queue à éliminer quelques assaillants et dissuader la bande de continuer son attaque. Isolé et blessé, le Tenontosaurus cherche un endroit moins exposé aux éventuelles attaques afin de passer la nuit. Nullement découragé par leur premier échec, la bande de Deinonychus se lance à la poursuite du Tenontosaurus une fois la nuit tombée. Durant la nuit, le Tenontosaurus est privé de sa vue et son ouïe est troublée par un orage, ce qui avantage les Deinonychus qui peuvent voir la nuit. Surpris par ces derniers, le Tenontosaurus résiste vaillamment à l'assaut et élimine encore quelques Deinonychus, mais sous le nombre et la violence des attaques, l'épuisement le gagne et il finit par tomber. Le mâle alpha Deinonychus lui sectionne le larynx et le festin commence.
- Épisode 4 : La guerre de l'eau

Dinosaures de l'épisode : Allosaurus / Ceratosaurus / Stegosaurus / Camarasaurus
Autour d'un lac aux abords boueux, une mère Stegosaurus et son petit viennent s'abreuver. En s’avançant sur le rivage, les deux herbivores commencent à s'enliser dans la boue, ce qui les rends vulnérables car immobiles. La scène n'a pas échappé à un Ceratosaurus, qui commence par dévorer le jeune Stegosaurus sous les yeux de sa mère qui tente désespérément de se dégager. Alors qu'il commence à s'attaquer à la mère, le Ceratosaurus est interrompu par deux Allosaures qui comptent aussi profiter de ce repas facile. Le combat s'engage, mais le Ceratosaurus est terrassé par un troisième Allosaurus qui le surprend par derrière. En prenant appui sur le coup du Stegosaurus lors du combat un Allosaurus lui a involontairement dégagé la queue, ce qui permet au Stegosaurus de repousser un premier assaut en tuant un des Allosaurus. À trente mètres de là, un troupeau de Camarasaurus guidé par le mâle dominant vient profiter du point d'eau, indifférent à la scène de combat qui se déroule à côté. Mais en s'approchant du point d'eau, le Camarasaurus tombe dans le même piège que les Stegosaurus. Voyant là une proie plus facile que le Stegosaurus qui a tué un des leurs, les Allosaurus changent de cible et tentent de s'attaquer au Camarasaurus qui a les pattes avant embourbés. Bien qu'immobilisé, il lui reste toujours sa queue et son coup pour se défendre et les Allosaurus doivent rester prudents. Grâce à des coups de queue, de tête et d'épaules il parvient à tenir les Allosaurus à distance, malgré cela, ils saisissent quelques occasions et parviennent à lui infliger des griffures et des morsures sur les flans. Mais en donnant un coup de bassin mortel à un Allosaurus, le Camarasaurus parvient à dégager ses pattes avant. Le dernier Allosaurus charge alors le Camarasaurus qui, pour repousser son assaut, se dresse sur ses pattes arrière et écrase de tout son poids la tête de l'Allosaurus, le tuant sur le coup. Le Camarasaurus sors vainqueur de la bataille, mais son dernier geste a eu pour effet de lui embourber à nouveau les pattes avant et celui-ci se retrouve de nouveau prisonnier.
- Épisode 5 : Le tueur des mers profondes

Animaux de l'épisode : Megalodon / Brygmophyseter
Un Brygmophyseter éloigné de son groupe est attaqué par un Carcharocles Megalodon qui lui sectionne les nageoires caudales, et lui inflige une très profonde morsure au niveau de la queue ce qui a pour effet de l'immobiliser. Alerté par ses cris d'alerte, un groupe de Brygmophyseters vient lui porter secours. Face à leurs dents massives, leurs têtes dont ils se servent comme bélier et leurs sonars, le Megalodon ne fait pas le poids et est vite éloigné. Les Brygmophyseters tentent ensuite de porter secours à leur congénère en le poussant vers la surface, mais celui-ci mortellement blessé se laisse couler et le groupe s'éloigne. Étant capable de sentir une proie à plus de cinq kilomètres, le Megalodon revient à la charge afin d'achever son festin.
Erreurs dans l’épisode :
Le brygmophyseter ne mesurait 12 m, mais seulement jusqu’à 7 m.
- Épisode 6 : Chasseurs chassés

Dinosaures de l'épisode : Allosaurus / Ceratosaurus
Deux Cératosaures chassent sur le territoire d'un Allosaurus sans le savoir. Ils passent alors du statut de chasseurs à celui de chassés...
- Épisode 7 : Les plus grands tueurs

Dinosaures de l'épisode : Allosaurus / Utahraptor / Majungasaurus / Albertosaurus / Tyrannosaurus
Cet épisode est une présentation des cinq plus grands prédateurs de l'ère des dinosaures. Il présente également un message comme quoi l'humanité disparaîtra comme ces prédateurs.
- Épisode 8 : Le naufrage des carnassiers

Dinosaures de l'épisode : Utahraptor / Gastonia
Lors d'une période de sècheresse un Gastonia creuse le sol pour trouver un point d'eau. Poussé par la faim due au manque de gibier, un Utahraptor décide de s'attaquer à l'herbivore bien que celui-ci possède une carapace hérissée de pointes. Le combat s'engage entre les deux animaux et chacun joue de ses atouts pour remporter la bataille. L'Utahraptor compte sur sa souplesse, ses puissantes griffes et son intelligence tandis que le Gastonia adopte une position défensive en se servant au mieux de son blindage et de sa queue hérissé de pointes capables de cisailler un membre jusqu'à l'os. Après plusieurs tentatives de l'Utahraptor pour blesser le Gastonia, le carnivore change de technique et cherche à déstabiliser son adversaire en le blessant aux pattes pour l’empêcher de manœuvrer. Lors d'une attaque, l'Utahraptor est blessé au flan, et le Gastonia retourne à son occupation première. Mais le Raptor n'a pas dit son dernier mot et revient à la charge, lors du combat le Gastonia parvient à bloquer une patte arrière du Raptor entre les pointes de la base de sa queue et lui lacère le membre, le Raptor immobilisé ne parvient pas à se dégager et reçoit plusieurs coups de queue violents sur le cou et le côté du crâne. Une fois libéré celui-ci abandonne le combat car grièvement blessé. Le Gastonia sans attendre retourne creuser le sol afin d'étancher sa soif.
Erreurs dans l'épisode :
- Les ptérosaures perchés sur le dos du Gastonia ont été modélisés en se basant sur un Quetzalcoatlus. Les ptérosaures de la famille des Azhdarchidae n’étaient pas encore apparus au crétacé inférieur, période où se déroule la scène.
- Épisode 9 : Les monstres de l'âge de glace

Animaux de l'épisode : Arctodus / Lion Américain
Un lion d'Amérique traque un bison, puis saute sur son dos et le tue . Un Arctodus sent alors l'odeur de l'animal fraîchement tué . L'ours suit l'odeur à sa source et voit le lion manger. L'Arctodus arrive à la mise à mort et rugit mais le lion est sur son terrain. L'ours se dresse pour effrayer le lion, uniquement d'être renversé. Le lion verrouille ses mâchoires sur le dos de son ennemi comme l'ours arrive à ses pieds, mais la fourrure et la graisse de l'Arctodus sont trop épais pour le lion de causer assez de dégâts. Après avoir secoué le lion hors tension et un stand-off bref, l'ours charge et dénigre sa patte dans la tête du lion, mais ce dernier récupère rapidement. Malheureusement, malgré ses efforts durant le combat, le lion fut jeté par l'ours dans le gouffre du Wyoming, où il meurt durant la chute.
Erreurs dans l'épisode :
- La hauteur au garrot de l'Arctodus n'est pas 3,50 m, mais 1,80 m.
- Épisode 10 : Les rivières de la mort

Dinosaures de l'épisode : Albertosaurus / Pachyrhinosaurus
Une meute d'Albertosaurus charge un troupeau de Pachyrhinosaurus. Le troupeau sème la panique vers un lit de rivière en furie et les prédateurs coincent les proies,  bien que l'on se libère. Un des Albertosaurus pourchasse dans une clairière, et il tente de tuer le Pachyrhinosaurus, il frappe sur le côté. Toutefois, le Pachyrhinosaurus encorne l'ennemi dans la jambe, il l'enrage. L'Albertosaurus mord alors vers le bas sur son cou et tente de rompre sa colonne vertébrale tuant le Pachyrhinosaurus. Retour à la rivière, l'autre Albertosaurus recule le troupeau Pachyrhinosaurus dans la rivière. Dans leur panique, ils tombent dans la rivière. Le courant est trop fort et le troupeau se noie. L'Albertosaurus suit les corps en aval du fleuve et les trouve entassés à la jonction. Il procède ensuite à la fête sur les corps.
Erreurs dans l'épisode:
-Le Pachyrhinosaurus n'avait pas de corne contrairement à ce qui est dit, mais bel et bien une bosse osseuse sur le museau.
- Épisode 11 : Piège mortel

Dinosaures de l'épisode : Tyrannosaurus / Dromaeosaurus / Edmontosaurus
Un Edmontosaurus s'aventure seul dans une grande forêt, quand soudain, il se fait attaquer par un groupe de Dromaeosaurus, qui quelques instants plus tard, sont effrayés par l'apparition d'un T-rex. Les raptors abandonnent leur carcasse, et le roi des dinosaures finit le repas. 
- Épisode 12 : Armageddon

Dinosaures de l'épisode : Tyrannosaurus / Nanotyrannus / Dromaeosaurus / Edmontosaurus / Majungasaurus / Albertosaurus / Pachyrhinosaurus
Cet épisode explique la cause de la disparition des dinosaures, il y a 66 million d'années.
Erreurs dans l'épisode:
-L'épisode se passe 65 millions d'années en arrière, bien que les dinosaures aient disparus il y a à peu près 66 millions d'années. (Bien qu'à l'époque ce nombre était encore accepté)